# Cyrtopogon tibialis
Cyrtopogon tibialis là một loài ruồi trong họ Asilidae. Cyrtopogon tibialis được Coquillett miêu tả năm 1904. Loài này phân bố ở vùng Tân Bắc giới.